# Віллінгдон і Джевінгтон
Віллінгдон і Джевінгтон — одна з цивільних парафій в окрузі Велден Східного Сассекса, Англія. Два села розташовані в одній милі (1,6 км) на південь від Полегейта. Віллінгдон є частиною забудованого району Істборн і лежить на головній дорозі A22, тоді як Джевінгтон знаходиться на другорядній дорозі, що веде до Фрістона. Громадянська парафія була утворена 1 квітня 1999 року з парафій «Джевінгтон» і «Віллінгдон». Крім того, під назвою Віллінгдон це також виборчий округ.
Цивільна парафія розташована в південній частині країни, в 80 км на південь від столиці Лондона. Площа 10,6 квадратних кілометрів.
Рельєф у Віллінгдоні та Джевінгтоні в основному злегка горбистий.
Клімат в області помірний. Середньорічна температура в районі становить 9°C. Найтеплішим місяцем є липень із середньою температурою 16 °C, а найхолоднішим — січень із 2 °C.

## Села

### Віллінгдон

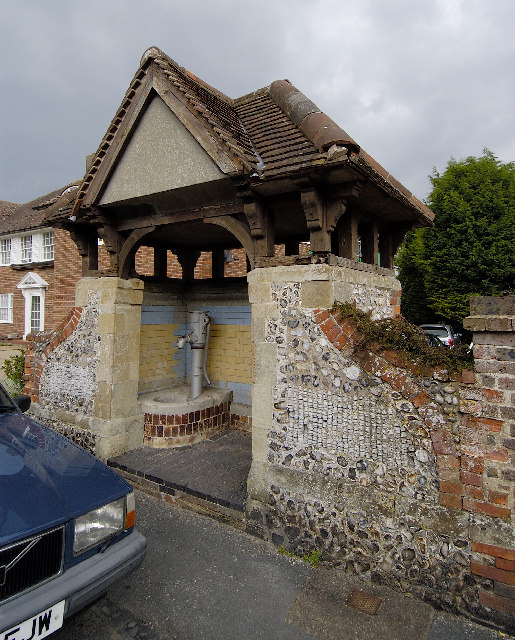
Сільський насос, Верхній Віллінгдон

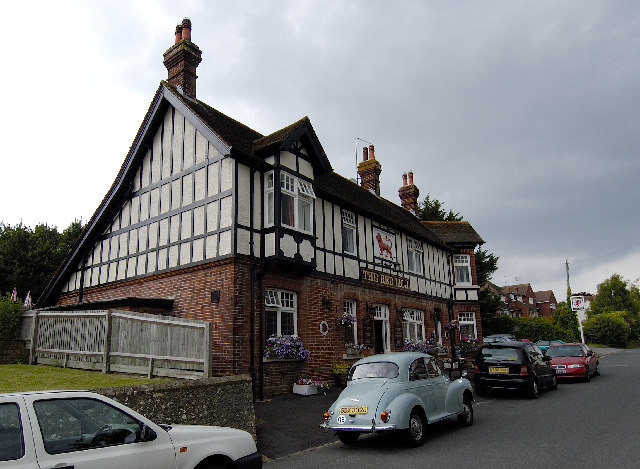
Паб Червоний Лев (Red Lion), село Верхній Віллінгдон

Старовинна церковна парафія Віллінгдон простягалася через усю північну частину міста Істборн, сягаючи Ла-Маншу в Ленгні-Пойнті. До неї входив Гемпден-парк, який зараз також є частиною району Істборн. Див. карту тут: Віллінгдон був базою для однойменного села в «Колгоспі тварин» Джорджа Орвелла. Корчма «Червоний лев» також є реальним місцем у цьому селі.
Віллінгдон — це фактично два села (Верхній Віллінгдон і Нижній Віллінгдон).

### Джевінґтон
Джевінгтон лежить на другорядній дорозі між Полегейтом і Фрістоном. Парафіяльна церква Джевінгтона присвячена святому Андрію, і містить саксонські елементи (зокрема вежу), а також багато інших середньовічних архітектурних особливостей, включаючи шрифт 14-го століття. На території росте рідкісний сорт в'яза «Серпентина». До парафії входить присілок Філчінг, а також Ваннок.

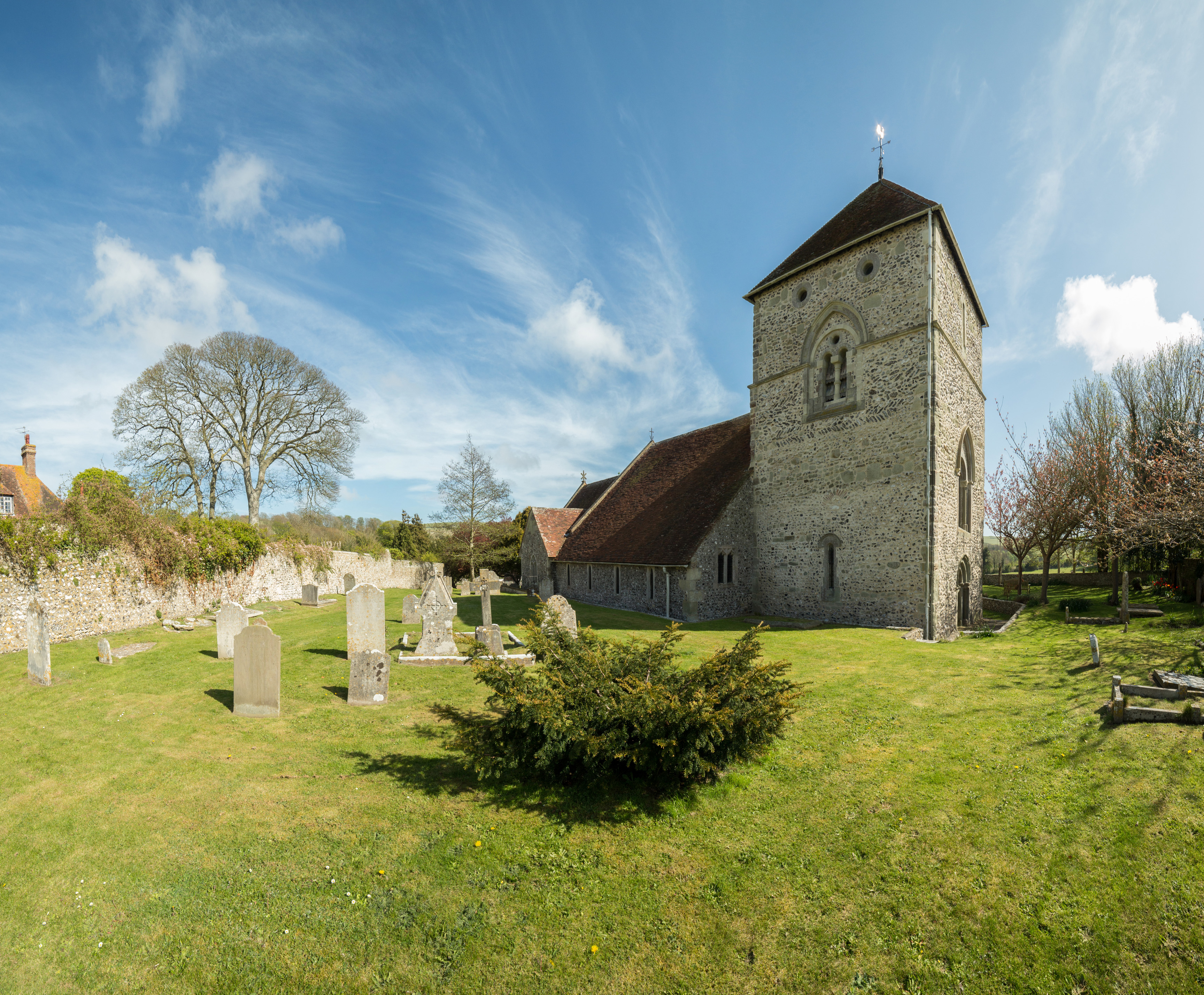
Церква Святого Андрія, Джевінґтон

Сільська кнайпа називається «Вісім дзвонів». Ресторан «Голодний монах» прославився як батьківщина пирога пирога баноффі, хоча зараз він закритий і перетворений на котеджі.

### Ваннок
Ваннок знаходиться нижче Саут-Даунса між селами Полегейт і Джевінгтон. Тут є сільська рада, але немає церкви, пабу чи магазинів. У ньому 300 заміських будинків, переважно бунгало, в яких живуть літні люди. Колись у Ванноку було два чайних сади, які користувалися популярністю серед карет, що приїжджали з сусіднього Істборна. Танцювальний зал стояв на палях над місцевим мальовничим куточком Ваннок Глен. Ваннок може бути саксонським топонімом; згідно з одним джерелом, Ваннок нібито містить елемент "Wan" від "Woden" Ваннок згадується в «Книзі Судного дня» (1086) і в наполеонівській оцінці/інвентаризації британських оборонних споруд на південному узбережжі. Тут є садиба Ваннок Плейс, два середньовічні котеджі та котедж, який був водяним млином. Один середньовічний котедж називається «Котедж струмка», інший середньовічний котедж належить Найджелу Вотерсону, колишньому місцевому депутату. Ця місцевість колись була відома своїми горіховими гаями, і в деяких присадибних ділянках досі ростуть горіхові дерева.

### Філчінг
Філчінг знаходиться на іншому кінці Воннок-Глен від Воннока вздовж дороги Полегейт до Фрістона. Він складається з кількох будинків, чайного саду Гіббі, крейдяного кар'єру та середньовічної садиби. Маєток Філчінг був побудований близько 1450 року.
Музей мототехніки маєтку Філчінг є домом для Blue Bird K3, останнього неушкодженого човна Bluebird — швидкісного катера з двигуном Rolls-Royce, яким керував сер Малкольм Кемпбелл для встановлення світового рекорду швидкості на воді в 1937 році. Це єдиний човен-рекордсмен, що зберігся неушкодженим. Наразі триває довготривалий проект з його реставрації. У музеї також представлений електромобіль Bluebird Electric 2.
Садиба Філчінг також є місцем проведення щорічного свята Джевінгтона, а на його території знаходиться громадський картинговий трек (Campbell Circuit), на якому проводяться сесії «приїжджай і їдь» та інші гоночні заходи.

## Пам'ятки
У парафії знаходиться Фолкінгтонське водосховище, яке є об'єктом особливого наукового інтересу (SSSI), хоча село Фолкінгтон лежить у сусідній парафії Лонгмен. Фолкінгтонське водосховище — це закрите водойма, побудована в крейдяному масиві Саут-Даунс. Його довколишня територія містить різноманітну крейдяну флору, включаючи охоронювану волохату мальву Althaea hirsuta.

## Інші примітки
- З липня 1915 року по квітень 1919 року на території парафії була станція дирижаблів Полегейт.[11]
- Міністр лейбористської партії Джордж Браун жив у цьому районі, а після отримання перства став лордом Джорджем-Брауном з Джевінґтона.

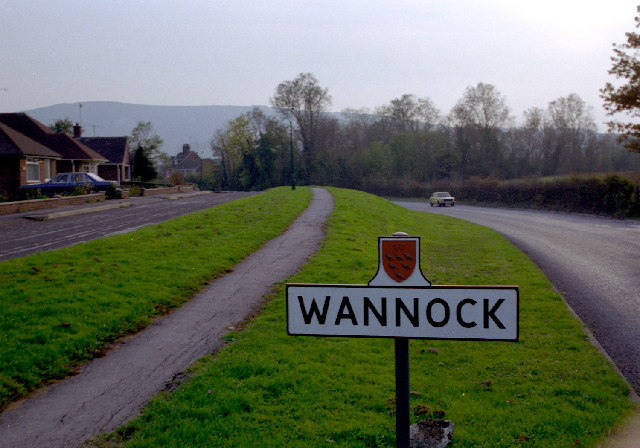
Знак Ваннока. Дорога, що наближається до Ваннока з боку Полегейта
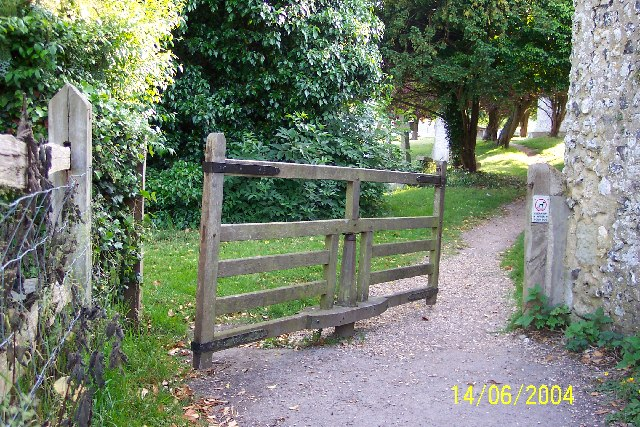
Ворота «Tapsell» на подвір'ї церкви Святого Андрія, Джевінґтон
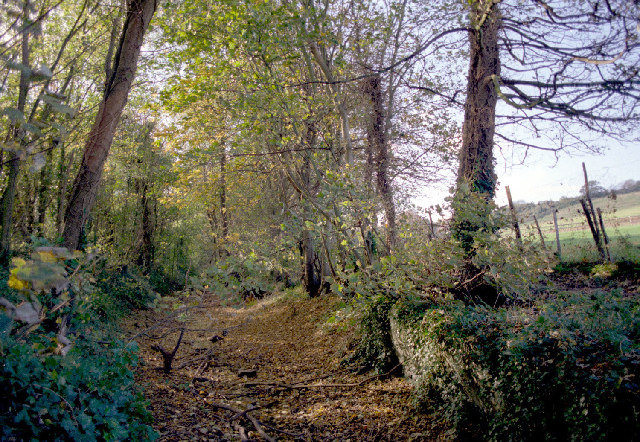
Стежка Воннок-Глен
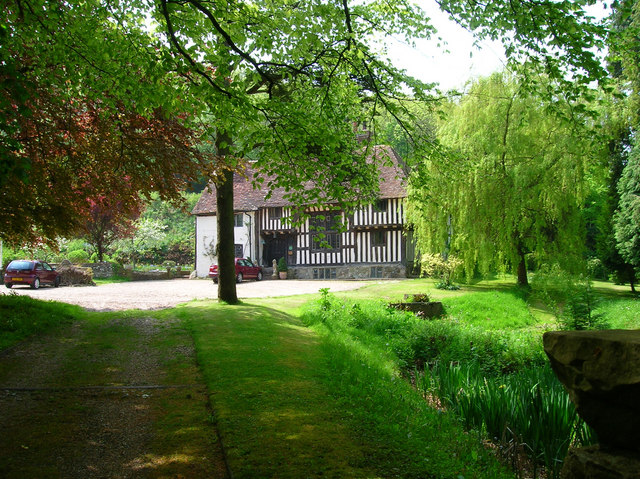
Садиба Філчінг
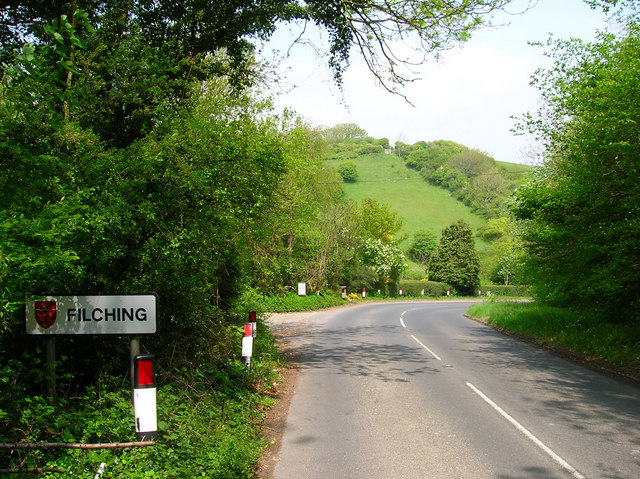
Знак Філчінг, як видно на під'їзді до хутора з Джевінґтона